# Knattspyrnufélag Reykjavíkur (calcio femminile)
Il Knattspyrnufélag Reykjavíkur, meglio nota in campo internazionale come KR Reykjavik o semplicemente KR, è una squadra di calcio femminile islandese, sezione di calcio femminile della società polisportiva Knattspyrnufélag Reykjavíkur con sede nella capitale Reykjavík.
Con i sei titoli nazionali conquistati al 2017, è la terza squadra più titolata d'Islanda. Nel 2018 è iscritta alla Úrvalsdeild kvenna, il campionato di vertice del campionato islandese femminile di calcio.

## Palmarès
- Campionato islandese: 6

1993, 1997, 1998, 1999, 2002, 2003
- 1. deild kvenna: 1

2014 (secondo livello)
- Coppa d'Islanda: 4

1999, 2002, 2007, 2008
- Deildabikar kvenna: 4

1999, 2002, 2007, 2008
- Supercoppa islandese: 3

1994, 1995, 1997

## Organico

### Rosa 2018
Rosa e numeri aggiornati come da sito ufficiale.
| N. |                          | Ruolo | Calciatrice                    |
| -- | ------------------------ | ----- | ------------------------------ |
| 1  | Islanda (bandiera)       | P     | Hrafnhildur Agnarsdóttir       |
| 2  | Islanda (bandiera)       | A     | Gréta Stefánsdóttir            |
| 3  | Islanda (bandiera)       | D     | Ingunn Haraldsdóttir           |
| 4  | Islanda (bandiera)       | A     | Alma Gui Mathiesen             |
| 5  | Islanda (bandiera)       | D     | Hugrún Lilja Ólafsdóttir       |
| 6  | Islanda (bandiera)       | D     | Lilja Dögg Valþórsdóttir       |
| 7  | Islanda (bandiera)       | C     | Katrín Ómarsdóttir             |
| 8  | Islanda (bandiera)       | C     | Sara Lissy Chontosh            |
| 9  | Islanda (bandiera)       | A     | Margrét María Hólmarsdóttir    |
| 10 | Nuova Zelanda (bandiera) | A     | Betsy Hassett                  |
| 11 | Islanda (bandiera)       | A     | Mónika Hlíf Sigurhjartardóttir |
| 12 | Islanda (bandiera)       | D     | Emilía Ingvadóttir             |
| 13 | Islanda (bandiera)       | C     | Helga Rakel Fjalarsdóttir      |

| N. |                    | Ruolo | Calciatrice                    |
| -- | ------------------ | ----- | ------------------------------ |
| 14 | Islanda (bandiera) | D     | Hildur Björg Kristjánsdóttir   |
| 15 | Islanda (bandiera) | C     | Valgerður Helga Ísaksdóttir    |
| 17 | Islanda (bandiera) | D     | Jóhanna K Sigurþórsdóttir      |
| 18 | Islanda (bandiera) | C     | Hekla Kristín Birgisdóttir     |
| 19 | Islanda (bandiera) | C     | Sofía Elsie Guðmundsdóttir     |
| 20 | Islanda (bandiera) | D     | Þórunn Helga Jónsdóttir        |
| 22 | Islanda (bandiera) | A     | Margrét Edda Lian Bjarnadóttir |
| 23 | Islanda (bandiera) | D     | Kristín Erla Ó Johnson         |
| 25 | Islanda (bandiera) | C     | Freyja Viðarsdóttir            |
| 27 | Islanda (bandiera) | C     | Anna Birna Þorvarðardóttir     |
| 29 | Islanda (bandiera) | P     | Ingibjörg Valgeirsdóttir       |
| xx | Serbia (bandiera)  | D     | Tijana Krstic                  |
| xx | Islanda (bandiera) | C     | Mia Gunter                     |